# Josef Kafka (tiskař)

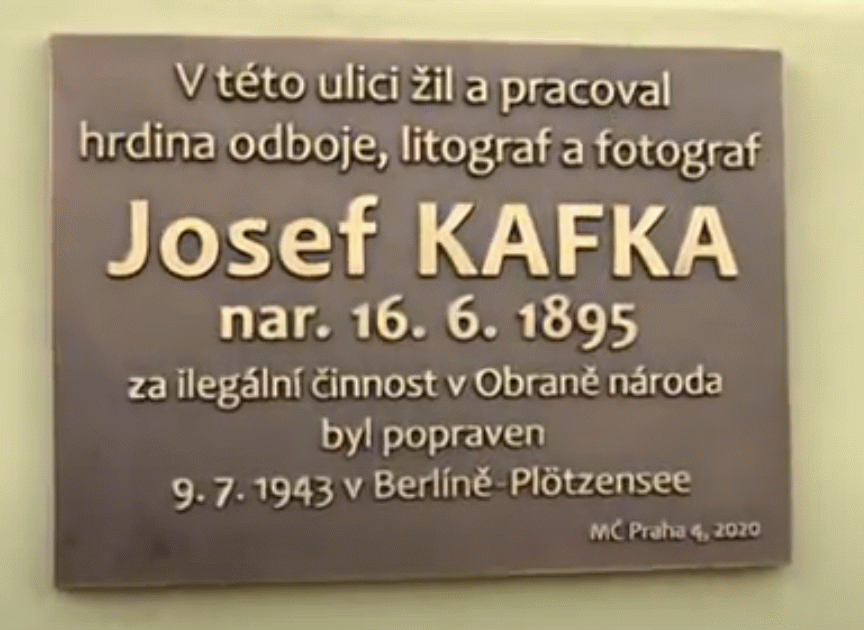
Pamětní deska věnovaná Josefu Kafkovi v Otakarově ulici na Praze 4

Josef František Kafka (16. června 1895, Praha – 9. července 1943, Berlín-Plötzensee) byl tiskař, litograf a fotograf (majitel a provozovatel fotografického ateliéru v Praze–Nuslích), který se zapojil do domácí protiněmecké odbojové činnosti v rámci vojenské ilegální organizace Obrana národa do skupiny, jenž v letech 1939 až 1940 zajišťovala nelegální přechod československých letců přes hranice Protektorátu Čechy a Morava na Slovensko a do Maďarska.

## Život

### Mládí, první světová válka, mobilizace
Josef František Kafka se narodil 16. června 1895 v Praze. Vyučil se litografem, ale poté, co vypukla první světová válka musel narukovat do rakousko-uherské armády, kde až do konce první světové války pracoval jako litograf ve východním Polsku v městě Lublinu. V Lublinu se ve svém volném čase začal věnovat fotografování. Po skončení první světové války a po návratu do Prahy si Josef Kafka v Praze–Nuslích zřídil vlastní fotografický ateliér. V roce 1925 se Josef Kafka oženil se svojí zaměstnankyní slečnou Helenou Budínovou a o jedenáct let později (v roce 1936) se jim narodila v Praze dcera Helena (* 1. března 1936). Oba manželé Kafkovi pracovali ve fotografickém ateliéru a za několik let si našetřili na motocykl značky Harley Davidson s postranním vozíkem a s objemem motoru 1 000 cm2, se kterým podnikali nejen výlety do okolí Prahy, ale také delší cesty například i na Moravu. Josef Kafka přenechal postupem času řízení motocyklu svojí ženě Heleně (sám jezdil v postranním vozíku), která se dokonce s rodinným strojem úspěšně účastnila motocyklového závodu Zbraslav – Jíloviště. Vlastenecké cítění Josefa Kafky se projevovalo nejen tím, že byl členem Sokola a národně socialistické strany, ale například i tím, že když byla v roce 1938 (23. září 1938) vyhlášena mobilizace pomáhal osobně celý den se svým motocyklem vozit mobilizované civilisty – budoucí československé vojáky do kasáren, kam měli dle mobilizačních rozkazů nastupovat.

### Protektorát Čechy a Morava

#### Odbojová činnost
Po nastolení protektorátu byl Josef Kafka osloven členy vojenské ilegální organizace Obrana národa (ON) s prosbou o pomoc při tiskařských, ale především při litografických a fotografických činnostech ve prospěch národního domácího československého odboje. Fotoateliér rodiny Kafků v pražských Nuslích se následně stal (od června roku 1939 až do 13. června roku 1940) jedním z nelegálních míst odkud byl veden protiněmecký odpor. Ve fotografickém ateliéru byla umístěna ilegální radiostanice (sloužila k poslechu zahraničního vysílání) a fotoateliér sloužil rovněž jako jedno z mnoha míst, kde se rozmnožoval ilegální časopis V boj a odkud bylo také toto nelegální periodikum nějaký čas distribuováno. Josef Kafka pracoval ve skupině plukovníka Jaroslava Hájíčka, v legionářské skupině disponenta legionářského úvěrového ústavu Švarce, štábního kapitána letectva v záloze Vladimíra Černého a podplukovníka Josefa Mašína (zpravodajsko–sabotážní skupina Tři králové). Josef Kafka v rámci své odbojové činnosti pořizoval fotografie odbojářů do jejich ilegálních dokladů, padělal razítka na občanské legitimace pro osoby pronásledované gestapem, zhotovoval fotokopie různých dokumentů (převážně určených pro zahraničí), padělal podkarpatoruské křestní listy pro osoby odcházející do zahraniční armády a pro podplukovníka Josefa Mašína ukrýval ve svém atelieru přechodně i zbraně, třaskaviny a jiný sabotážní materiál. Josef Kafka při ilegální práci pro odboj využil i své litografické dovednosti, když spolupracoval při zhotovení štočku (razítka) s názvem „Slovenský štát“. Ten se používal pro přetisk na československé stokorunové bankovky, kterými byli vybavováni lidé při ilegálním odchodu z protektorátu přes Slovensko (za účelem vstupu do cizích armád bojujících proti Německu).

#### Zatčení, věznění, ....
Fotograf Josef Kafka byl zatčen gestapem (nejspíše právě ve spojitosti s tvorbou falešného štočku pro přetisk na slovenských stokorunách) dne 13. června 1940 po třetí hodině odpolední. Nejprve byl vyslýchán a následně vězněn v pražském Petschkově paláci, poté ve věznici v Praze na Pankráci, nakonec pak v Drážďanech a Gollnowě. Ve dnech 20. listopadu 1942 až 21. listopadu 1942 proběhlo v Berlíně soudní stání před Lidovým soudním dvorem. Na něm byl Josef Kafka odsouzen k trestu smrti za přípravu k velezradě a napomáhání nepříteli (tj. za odbojovou činnost). Rozsudek byl vykonán dne 9. července 1943 gilotinou ve věznici v Berlíně-Plöztensee.

## Ostatní členové rodiny
V květnu 1945 bylo Kafkově dceři Heleně (* 1. března 1936) devět let a byla dítě školou povinné. Její ovdovělá matka Helena Kafková pokračovala v práci v rodinném podniku – fotografickém ateliéru v Praze–Nuslích. Po vítězném Únoru 1948 vyměřil komunistický režim všem drobným živnostníkům nepřiměřeně vysoké paušální daně. Jejich zaplacení se prakticky rovnalo v mnoha případech ekonomické likvidaci živnosti. Helena Kafková byla z finančních důvodů nucena ukončit svoji živnost a rodinný fotografický ateliér pronajímat jiným fotografům. Celý proces likvidace ateliéru vyvrcholil příkazem, že stavba neodpovídá požárním předpisům a vdova ji musí na své vlastní náklady nechat zbourat.

## Kniha
Dcera Josefa Kafky Helena Mandelová napsala (a v roce 2018 / 2019 vydala) o životě svého otce knihu s titulem „Můj táta Josef Kafka – litograf, fotograf, neznámý hrdina a Obrana národa“. Historik Robert Kvaček v předmluvě ke knize konstatoval, že faksimile dopisů Josefa Kafky a jeho ženy Heleny Kafkové, které putovaly (v letech 1940 až 1943) mezi Prahou a německými vězeními (Drážďany, Gollnow, Berlín) tvoří podstatnou část publikace a pramenně nejcennější část knihy i navzdory faktu, že jejich obsah a mluvu omezovala německá cenzura a že tyto dopisy jsou zároveň vícestranným svědectvím o poměrech v nacistických káznicích jakož i o údělu zatčených odbojářů a jejich rodin za protektorátu. Autorka knihy za pomoci dokumentů z Vojenského historického archivu (VHA) přibližuje i činnost ostatních odbojářů, kterou vykonávali v rámci Obrany národa. V publikaci jsou zmiňovány i vynálezy, které měly ulehčit život manželky a dcery a které Josef Kafka projektoval během svého věznění v nacistických káznicích.

## Pamětní deska
V úterý dne 16. června 2020 (mezi 17.00 až 18.00) na domě na adrese Otakarova 219/9, 140 00 Praha 4 – Nusle (50°03′57″ s. š., 14°26′26″ v. d.) byla odhalena pamětní deska věnovaná nuselskému tiskaři, litografovi a fotografovi Josefu Kafkovi. Slavnostního odhalení se účastnila i jeho dcera Helena Mandelová. Akci pořádala Iniciativa A, Československá obec legionářská a Městská část Praha 4. Pamětní deska se nachází poblíž místa, kde stával fotografický ateliér manželů Kafkových, jenž se do dnešních dnů nedochoval. Na pamětní desce je nápis: V této ulici žil a pracoval / hrdina odboje, litograf a fotograf / Josef Kafka / nar. 16. 6. 1895 / za ilegální činnost v Obraně národa / byl popraven / 9. 7. 1943 v Berlíně-Plötzensee //.

## Dovětek
Josef Kafka byl zatčen nejspíše ve spojitosti s falšováním štočku pro přetisk na slovenských stokorunách. Spolu s Josefem Kafkou byli odsouzeni k trestu smrti a popraveni v Berlíně-Plötzensee i následující osoby:
- Vojtěch Šmíd (Adalbert) (typograf a knihtiskař ze Záběhlic)[1] (* 4. února 1896, Soběslav).[12] Jeho knihtiskárna (Vojtěch Šmíd) působila nejprve v Praze–Nuslích, od roku 1934 pak v Praze–Záběhlicích.[13] Její nakladatelská produkce nebyla velká a realizovala se v letech 1929 až 1940, kdy firma tiskla zejména edice dobrodružné četby pro některá pražská nakladatelství.[13] Dne 20. listopadu 1942 byl Vojtěch Šmíd odsouzen Lidovým soudním dvorem k trestu smrti za přípravu k velezradě a napomáhání nepříteli (tj. odbojová činnost);[12] byl popraven dne 16. června 1943 gilotinou.[12]
- František Šelepa (učitel z Rohatce na Moravě)[1] (* 3. února 1883, Věrovany (okres Přerov)).[14] Bydliště: Ratíškovice, okres Hodonín, Rohatec; zaměstnání: učitel, obecná škola v Rohatci u Hodonína.[15] Za první světové války byl kadetem u 3. pěšího pluku rakousko-uherské armády.[15] Do zajetí padl dne 30. ledna 1917 u Jakobeny (obec na severu Rumunska).[15] Do československých legií se přihlásil 28. dubna 1917.[15] Do československých legií v Rusku byl zařazen 28. června 1918, působil v technické rotě v hodnosti praporčíka.[15] Československé legie opustil v hodnosti nadporučíka a vrátil se do Československa.[15] Za protektorátu byl organizován v ilegální vojenské organizaci Obrana národa (okres Hodonín, velitel úseku Rohatec), kde spolupracoval s podplukovníkem Josefem Balabánem.[15] František Šelepa (krycí jméno „Franta Dlouhý“) byl jednou z hlavních osob ve skupině, která organizovala nelegální přechody osob na Slovensko.[15] Šelepova skupina opatřovala převáděným osobám falešné propustky na Slovensko a zajišťovala (v případě potřeby) i jejich úkryt.[15] „Pašování osob“ se uskutečňovalo vlakem na Slovensko a Šelepova skupina jim zajišťovala i doprovod.[15] Začátkem roku 1940 skončila možnost převážet osoby vlakem (na Slovensku totiž kompetence vystavovat propustky přešla na policejní úřady) a bylo nutno osoby převádět pěšky.[15] František Šelepa se podílel v okolí Hodonína na formování a efektivním fungování několika převaděčských skupin (občané z Rohatce a Sudoměřic).[15] Byl zatčen gestapem dne 1. března 1940, vězněn nejprve v Uherském Hradišti, pak v Praze na Pankráci, v Drážďanech, Gollnowě a Berlíně.[15] Dne 20. listopadu 1942 byl odsouzen Lidovým soudním dvorem k trestu smrti za přípravu k velezradě a napomáhání nepříteli (odbojová organizace Obrana národa); popraven byl dne 16. června 1943 gilotinou.[14]